# Perus flagga
Perus flagga antogs den 25 februari 1825. När frihetshjälten José de San Martin under frihetskriget mot Spanien fick se en flock röd-vita flamingos lyfta, lär han enligt traditionen ha sagt "Detta ska bli frihetens flagga!" och därefter valt de röd-vita färgerna för frihetskampens flagga. 
Vapenskölden i mitten av stats- och arméflaggan visar det för Peru karakteristiska lamadjuret vikunja, kinaträdet samt ett ymnighetshorn fyllt med guldpengar. Nations- och handelsflaggan saknar statsvapen. Ursprungligen hade den peruanska flaggan en sol, som togs bort av Simon Bolivar 1825. Solen samt färgerna rött och vitt är gamla inkasymboler. Proportionerna är 2:3.

## Övriga flaggor

? Perus statsflagga (Pabellón nacional)
Perus arméflagga (Bandera de Guerra)

## Regionens flaggor
Var och en av Perus 25 regioner och provinsen Lima har egna flaggor.

Amazonas
Ancash
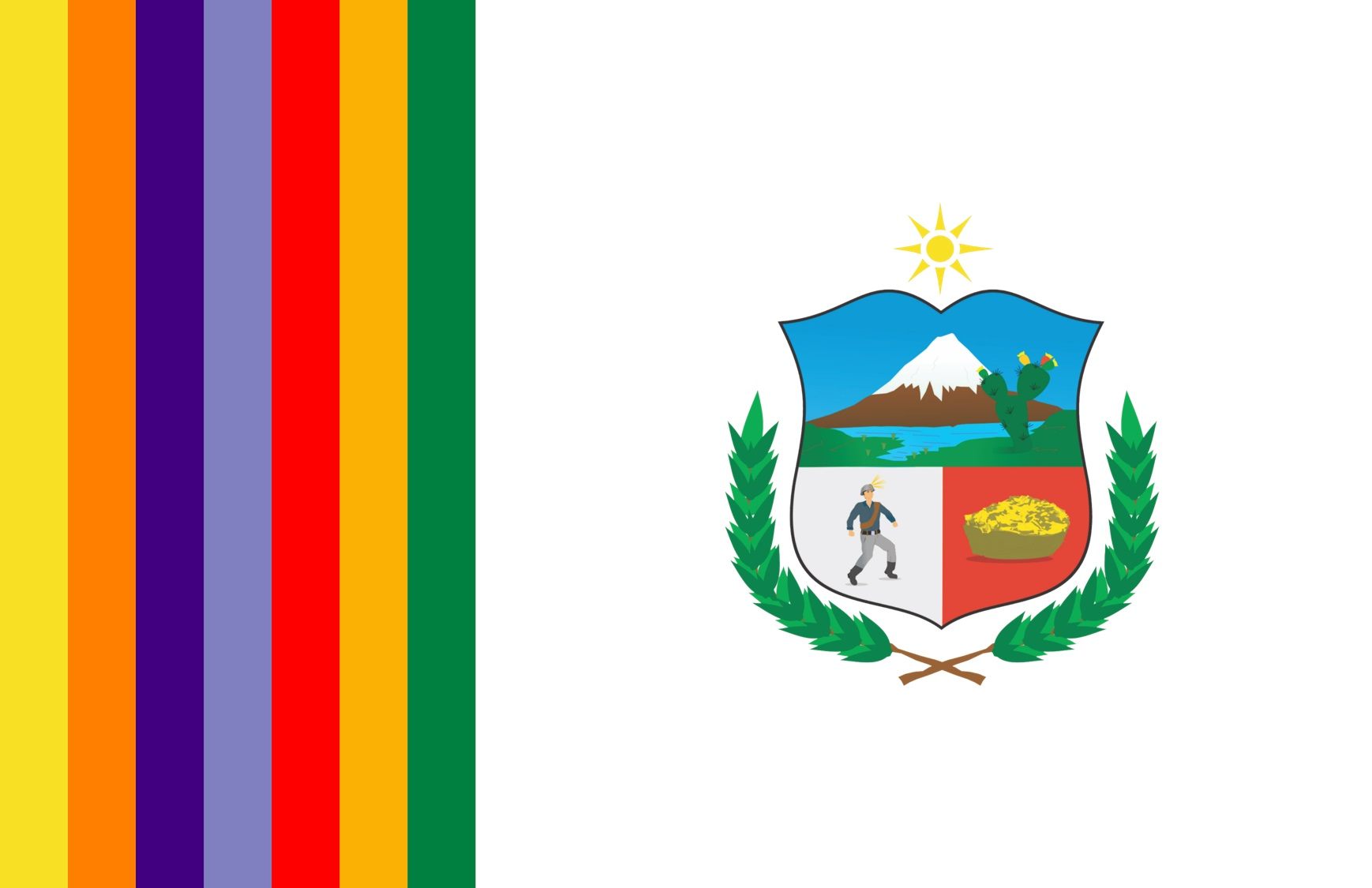
Apurímac
Arequipa
Ayacucho
Cajamarca
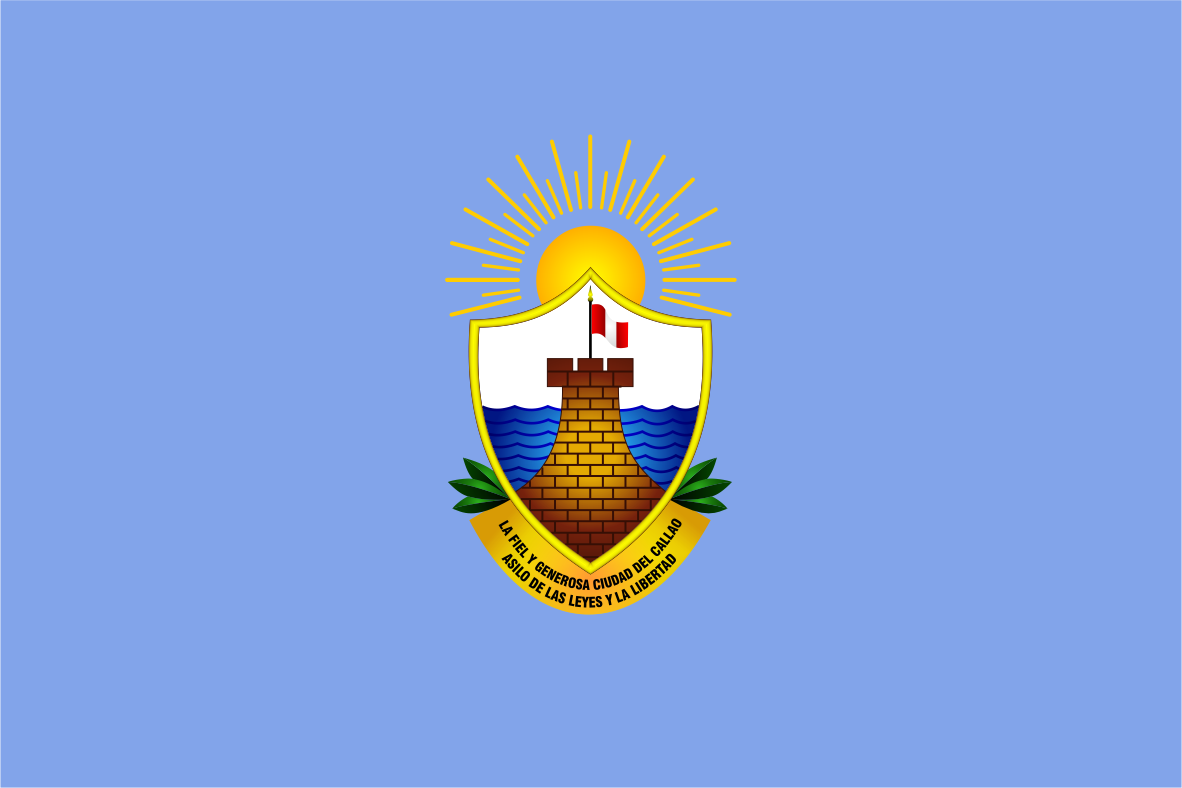
Callao
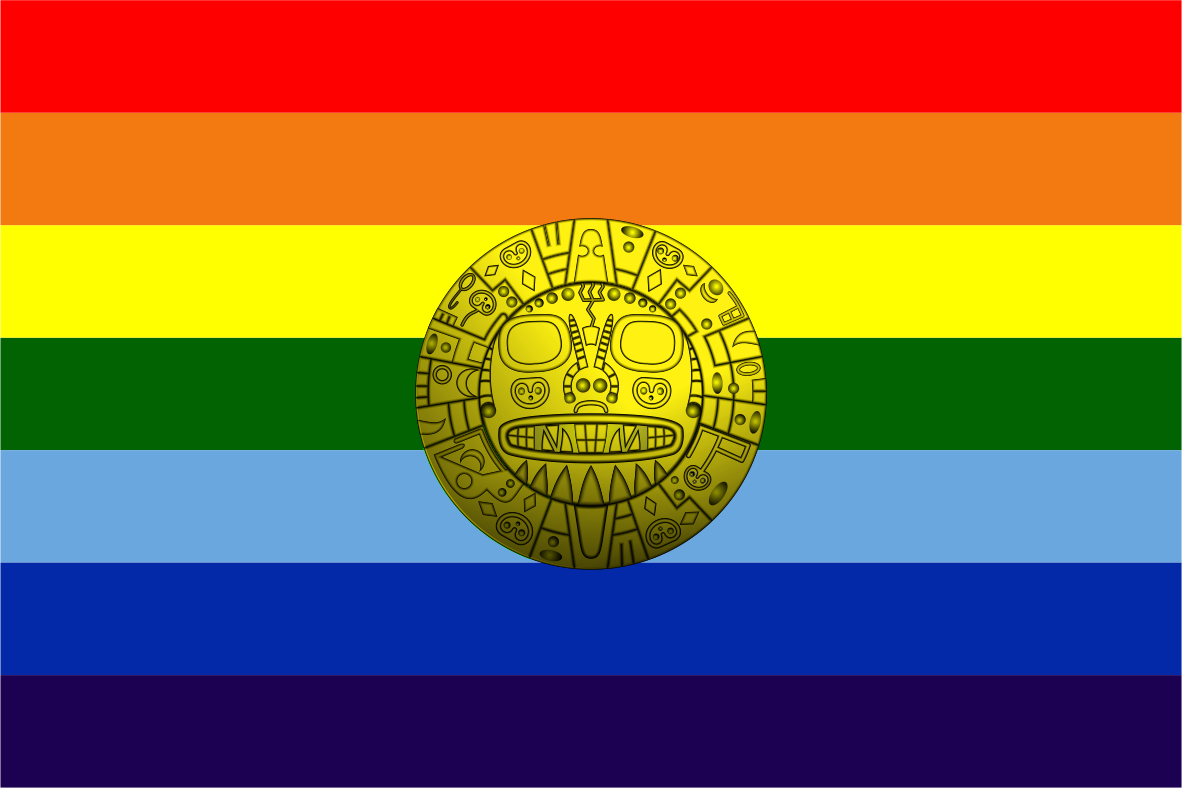
Cusco
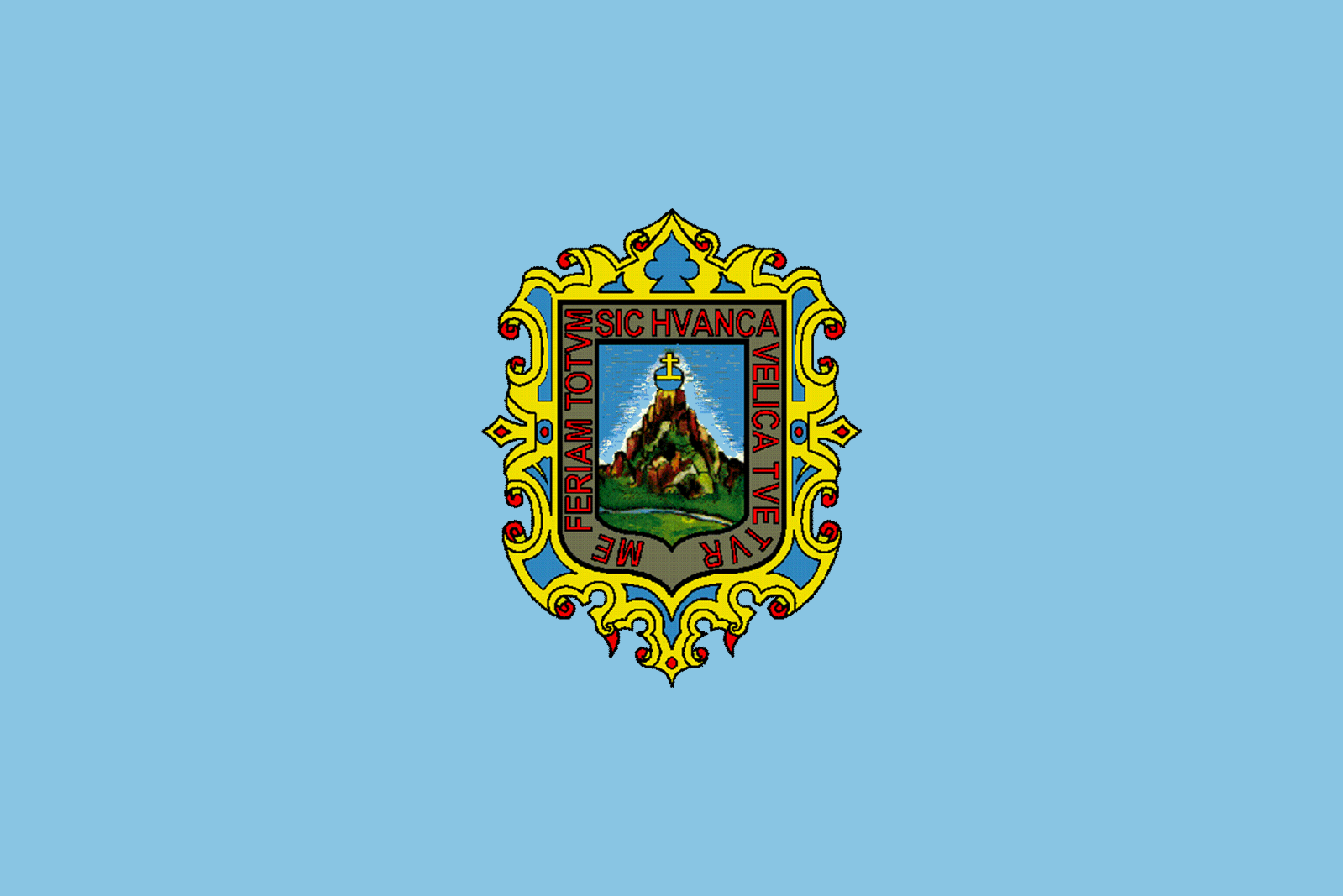
Huancavelica
Huánuco
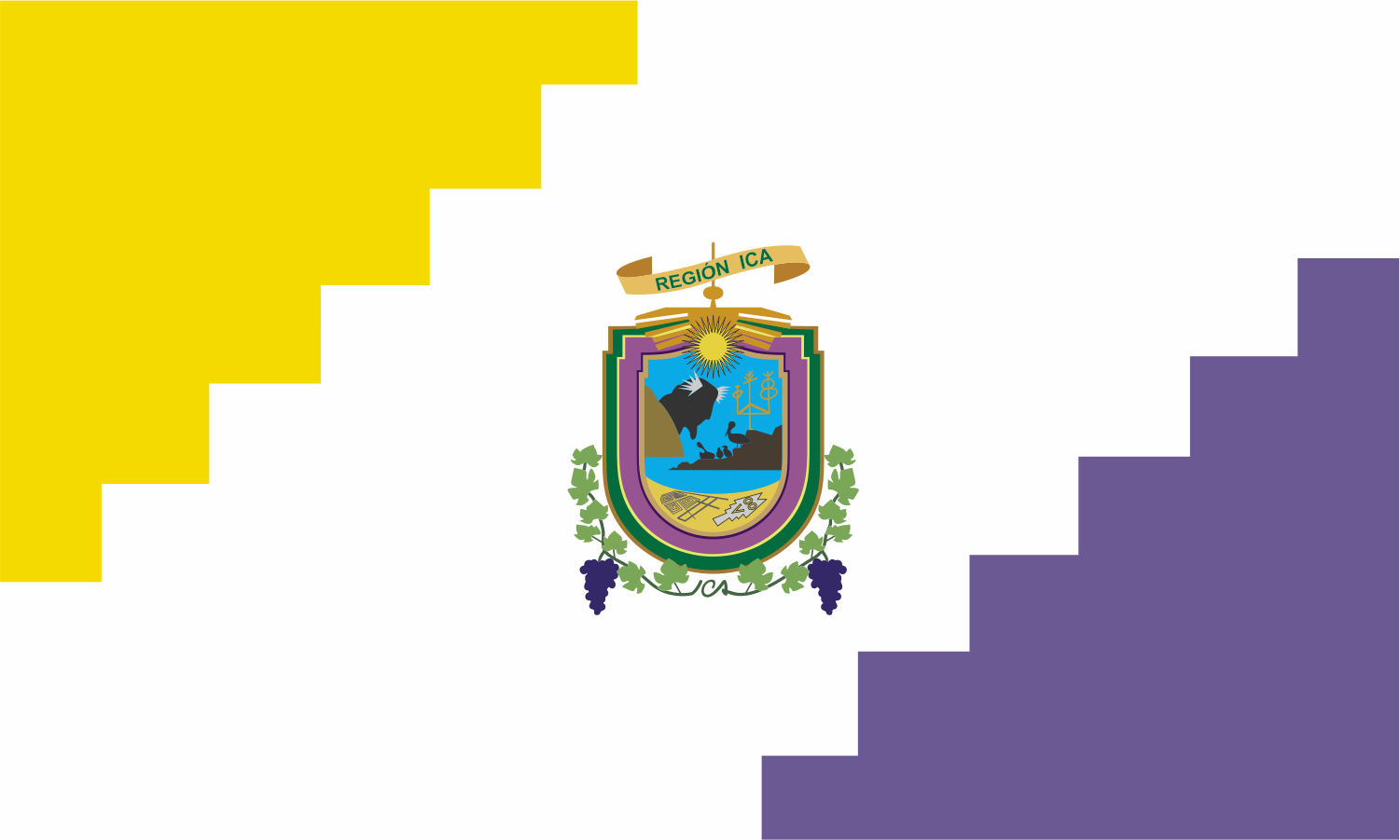
Ica
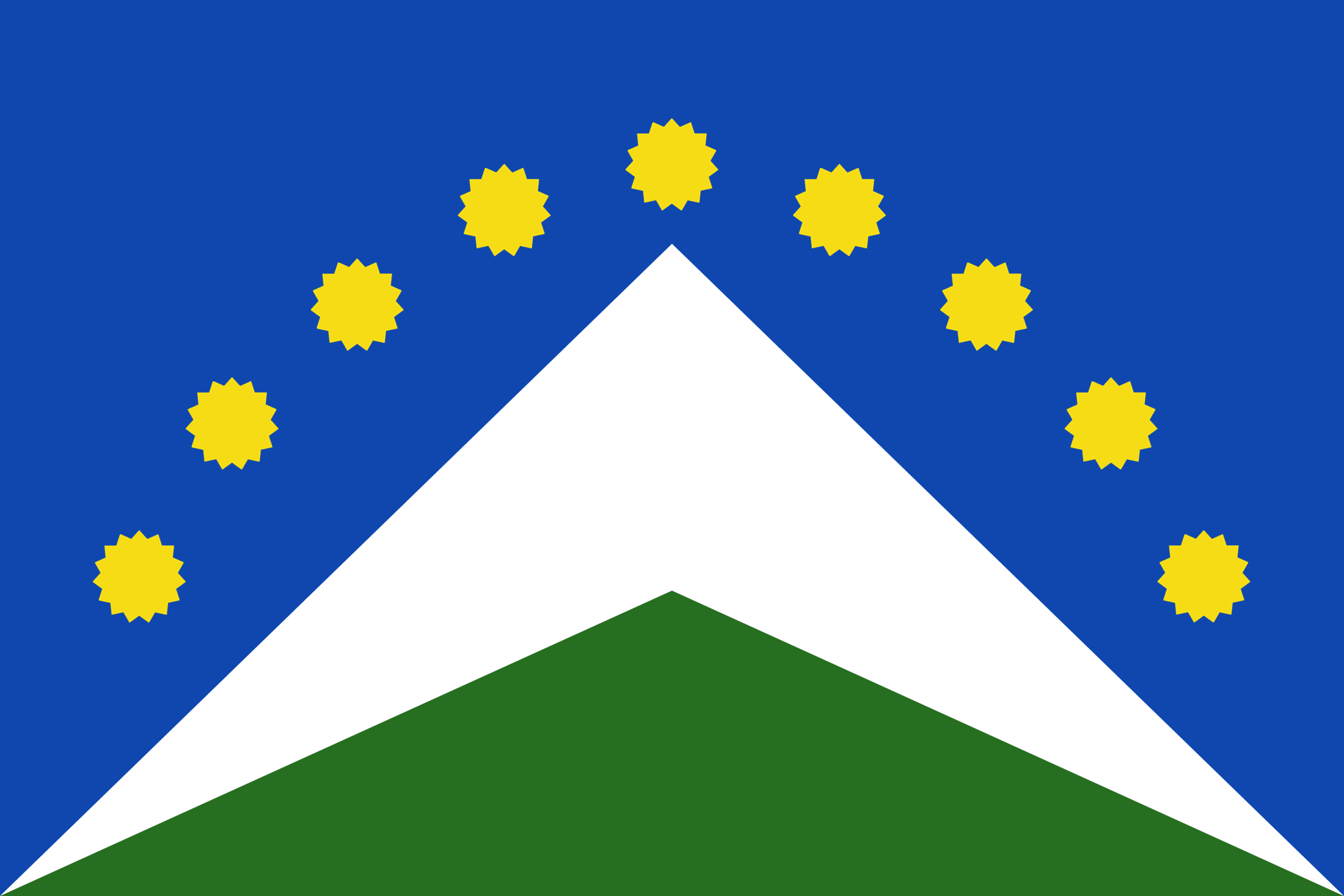
Junín
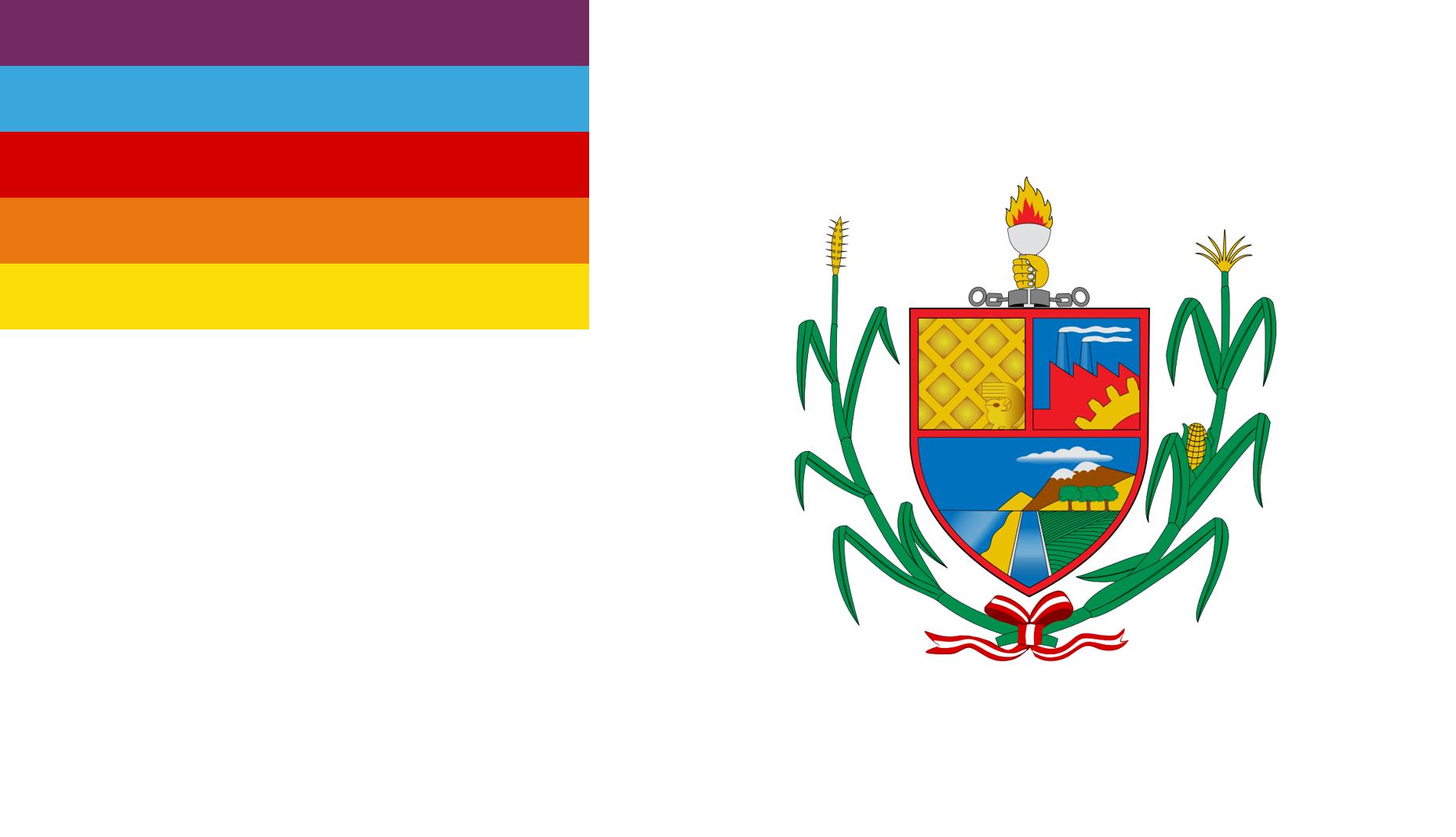
La Libertad
Lambayeque
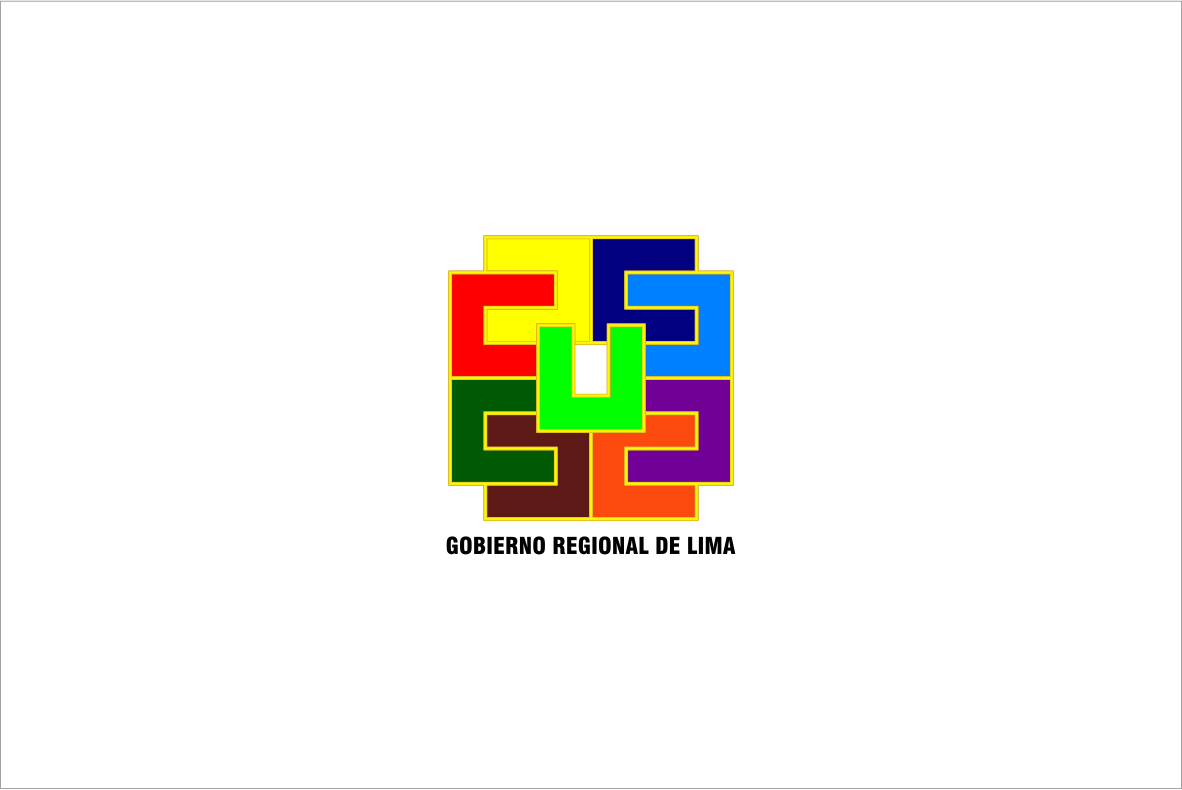
Lima (region)
Lima (provins)
Loreto
Madre de Dios
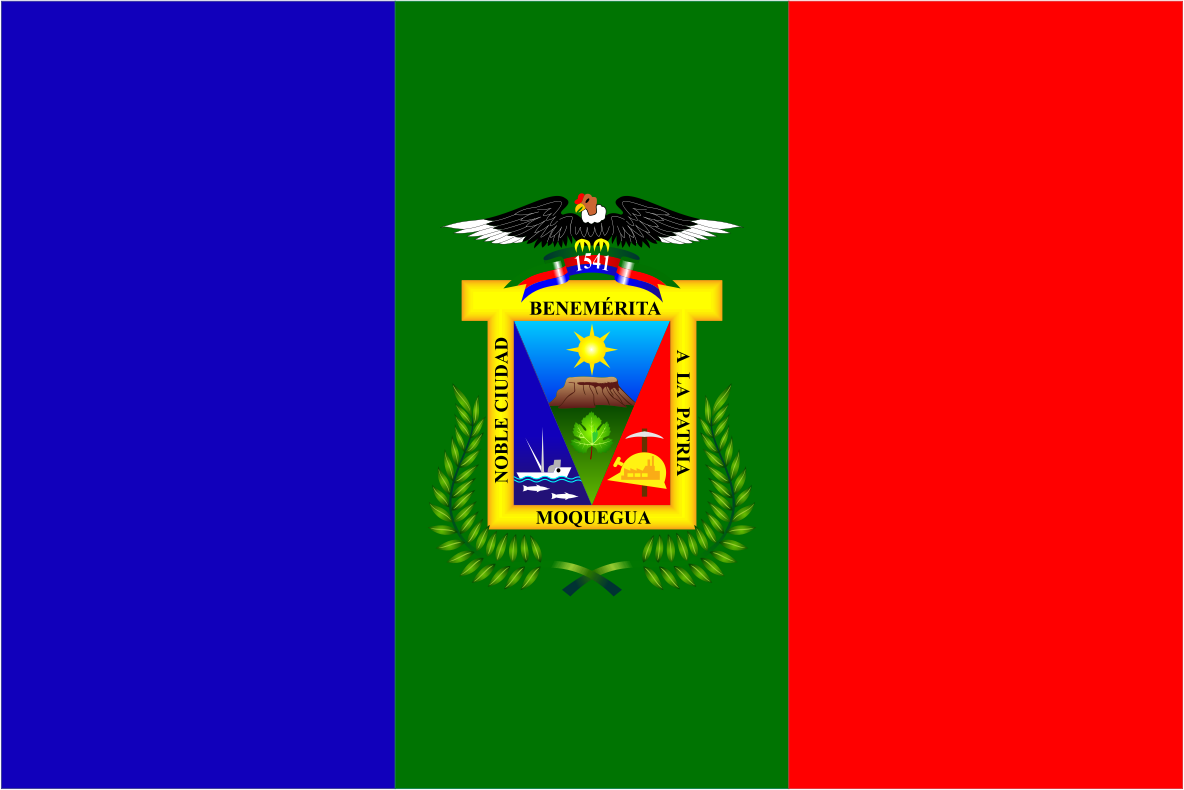
Moquegua
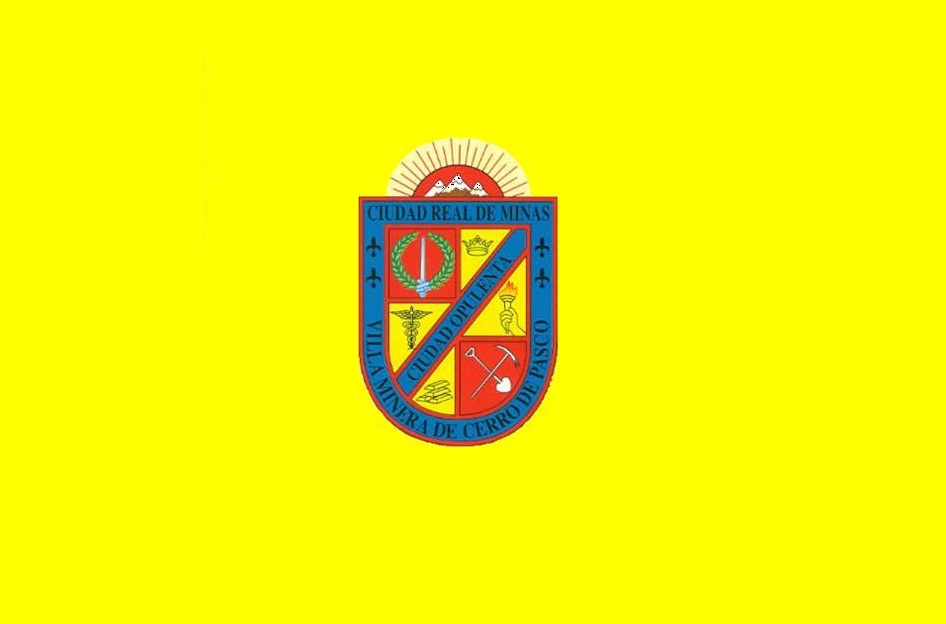
Pasco
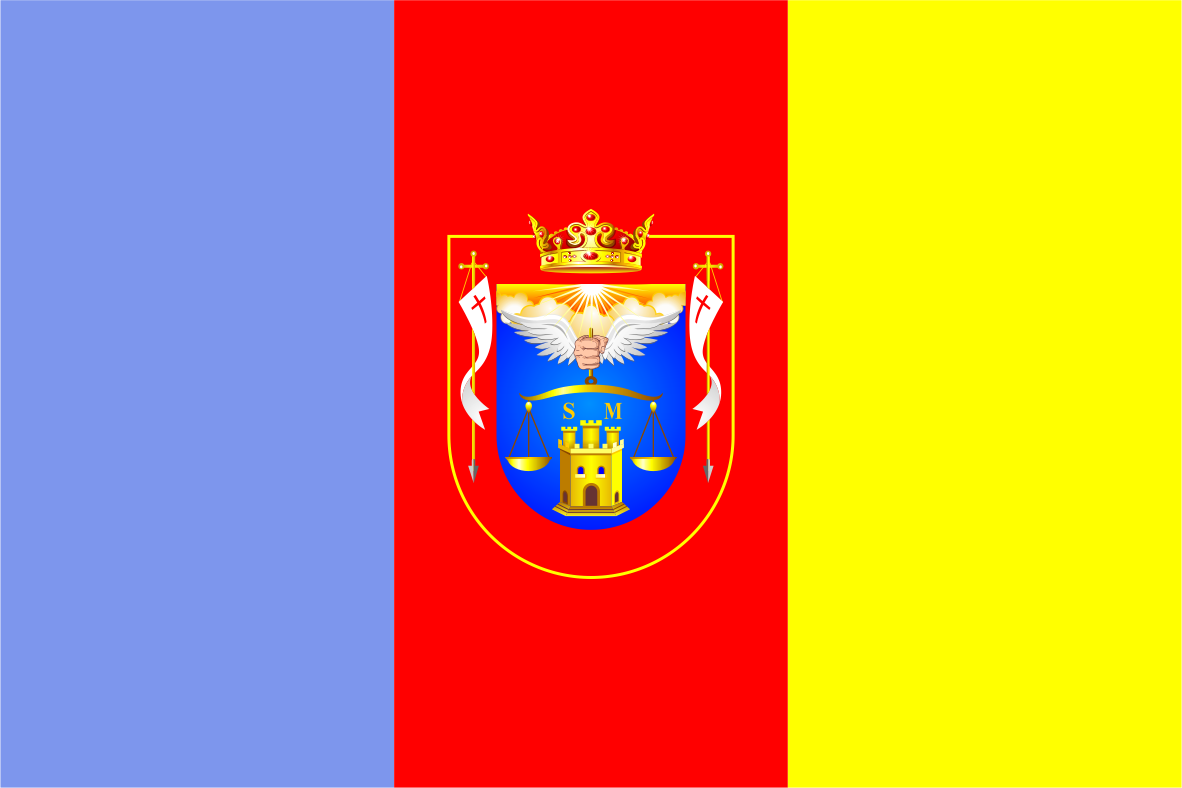
Piura
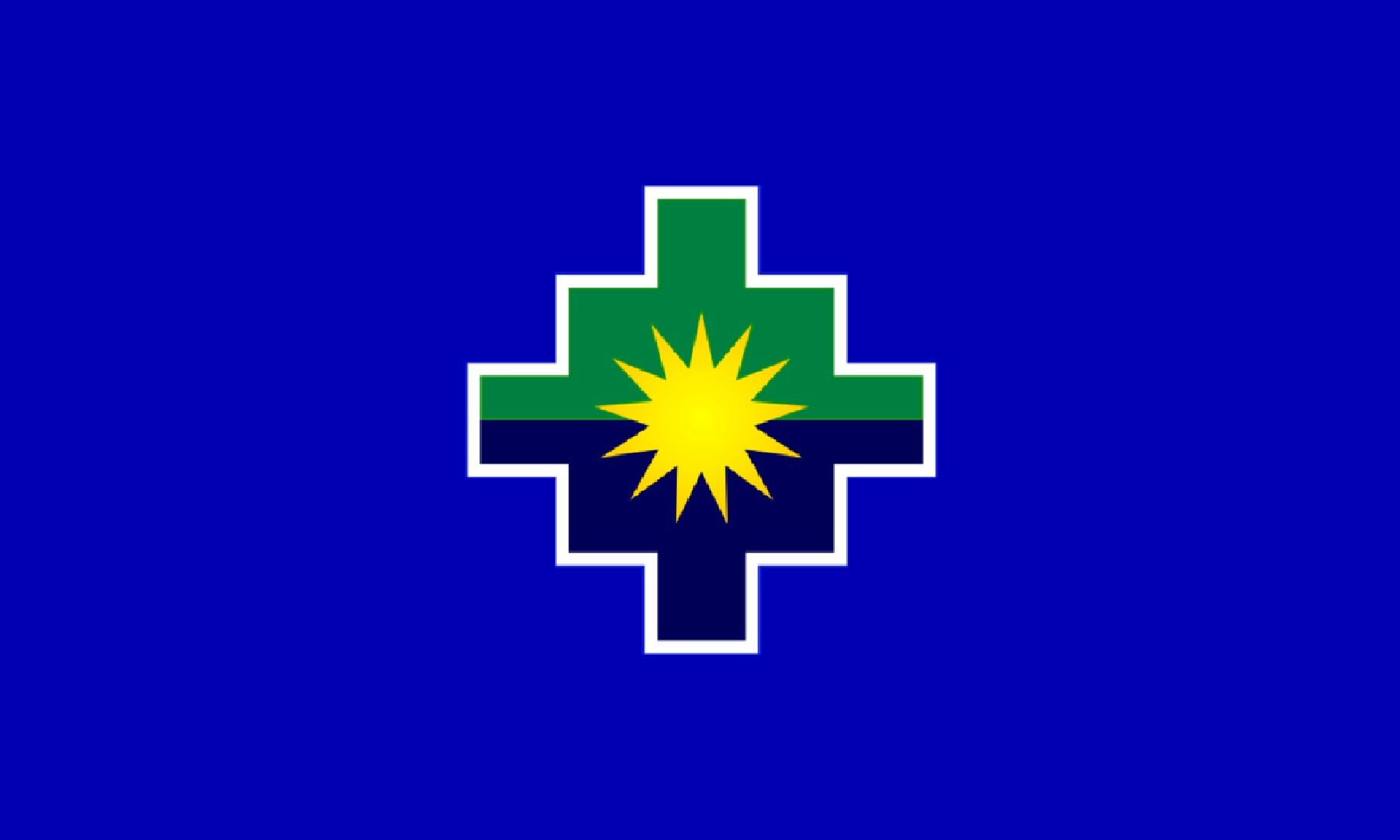
Puno
San Martín
Tacna
Tumbes
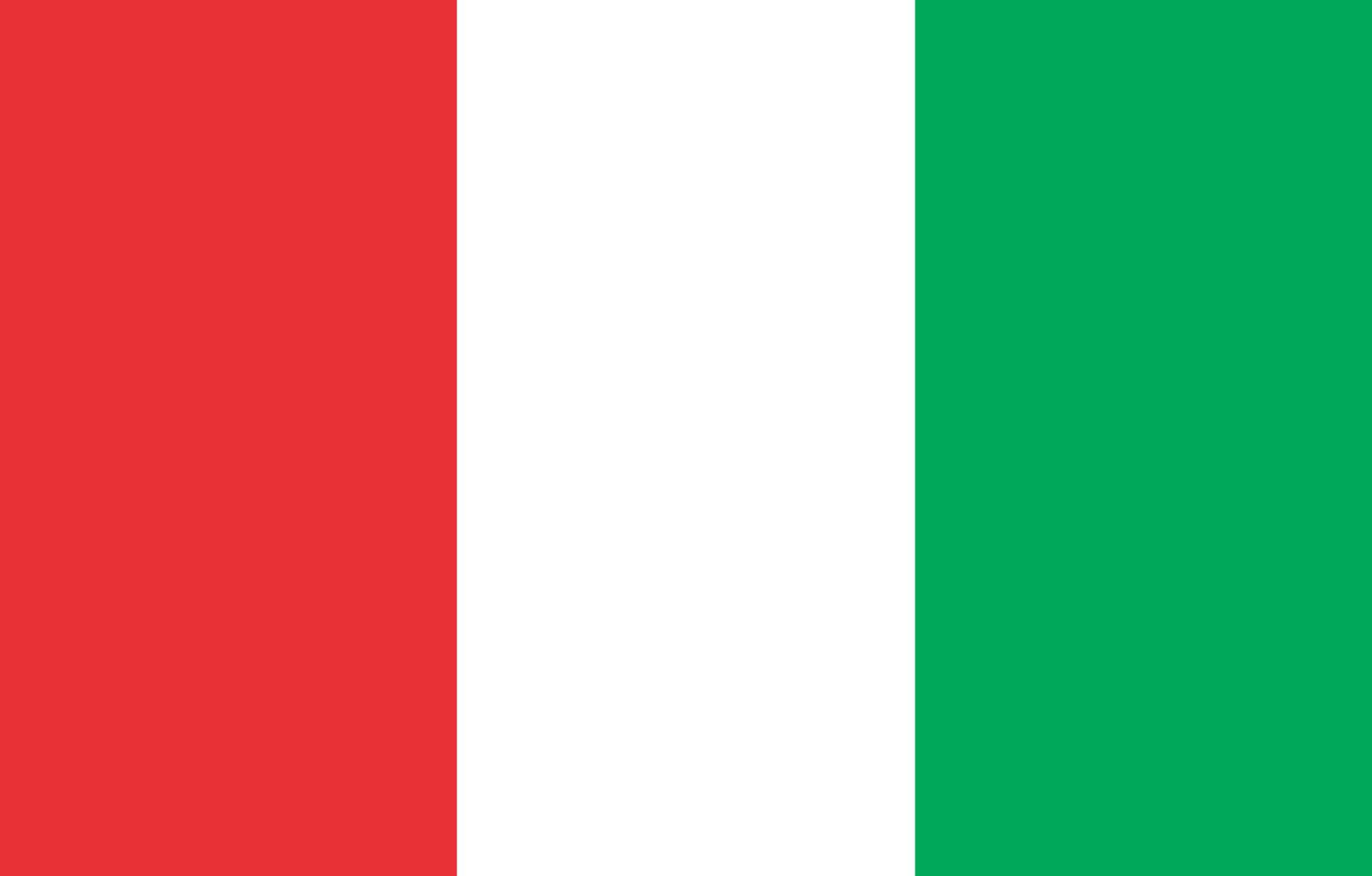
Ucayali